# 熊野神社 (三島村)
熊野神社（くまのじんじゃ）は、鹿児島県鹿児島郡三島村の硫黄島に所在する神社。硫黄大権現宮とも呼ばれ、安徳天皇晩年の皇居跡とも伝えられている。

## 概要
鹿ケ谷の陰謀で平清盛の怒りを買った藤原成経・平康頼・俊寛は、1177年に硫黄島に流されたが、帰洛のことを祈るのに一心であった。成経・康頼は早く許されて都に帰れるようにと、紀州熊野三所権現を勧請してここに祭った。
元暦2年（1185年）に安徳天皇が居住してから来眞三種権現と改められ、三種の神器と内陣に祭られた桂庵玄樹書の棟札によれば、明応8年（1499年）に島津忠昌により社殿を修復したとある。さらに慶長3年（1598年）の朝鮮の役の折、安徳天皇の末裔である長濵権之丞吉延が島津義弘の危機を救った礼として、島津氏の崇敬を受け奉納品も多かった。以後修理費用を島津家から出され、文政10年（1839年）まで5回の修復がなされている。